# Touro (Burkina Faso)
Pour les articles homonymes, voir Touro.
Touro est une commune située dans le département de Gorom-Gorom, dans la province d'Oudalan dans la région du Sahel au Burkina Faso.